# Comté de Dallas (Texas)
Pour les articles homonymes, voir Comté de Dallas.
Le comté de Dallas, en anglais : Dallas County, est un comté situé dans le nord-est de l'État du Texas aux États-Unis. Fondé le 30 mars 1846, le siège de comté est la ville de Dallas. Selon le recensement des États-Unis de 2020, sa population est de 2 613 539 habitants. Le comté a une superficie de 2 353 km2, dont 2 278 km2 terrestres. Il est nommé en l'honneur de George M. Dallas (1792-1864), vice-président des États-Unis, de 1845 à 1849.

## Organisation du comté
Le comté de Dallas est créé le 30 mars 1846. Il résulte de la séparation des comtés de Nacogdoches et de Robertson. Le comté est définitivement organisé le 13 juillet 1846. La ville de Dallas est désignée en tant que siège de comté, le 18 avril 1846.
Tout comme pour la ville de Dallas, l'origine du nom n'est pas certaine : le comté est probablement baptisé en l'honneur de George Mifflin Dallas, 11e vice-président des États-Unis.

## Histoire

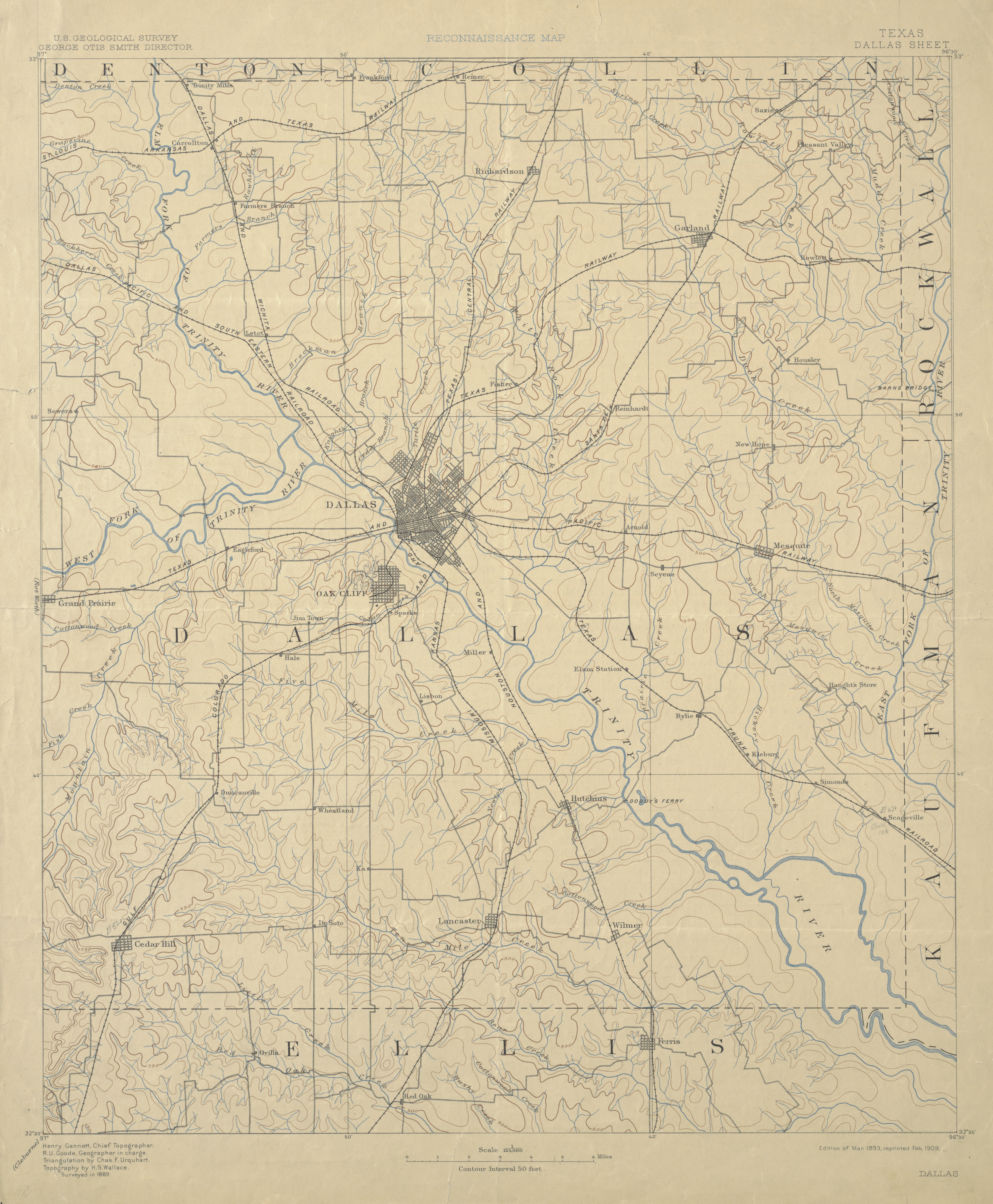
Carte du Comté de Dallas, 1893, du USGS

L'histoire du comté est liée à celle du village (en), puis celle de la ville de Dallas, fondée en 1841.

## Géographie

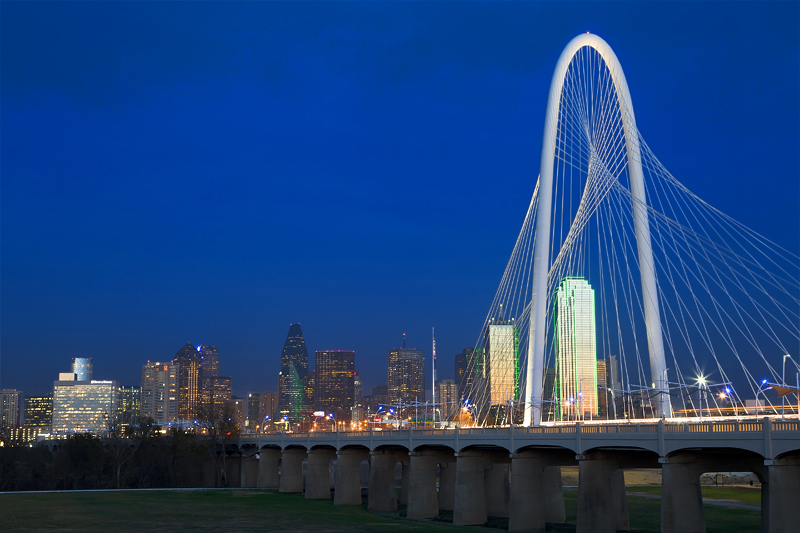
Vue du pont Margaret Hunt Hill sur le fleuve Trinity à Dallas.

Le comté de Dallas est situé dans le nord-est du Texas, aux États-Unis,. Dallas est le siège du comté et la plus grande ville de l'État. Le comté de Dallas comprend 1 452 km2 de prairies principalement plates et lourdes faisant partie des prairies de Blackland. L'altitude du comté varie de 116 m à 259 m. L'Elm Fork et West Fork, affluents du fleuve Trinity, se rencontrent près du centre-ville de Dallas. Le comté est drainé par le Trinity et ses affluents, dont les ruisseaux White Rock (en), Mountain, Fivemile, Tenmile, Muddy, Duck, Turtle et Mesquite. Ces cours d'eau alimentent des réservoirs d'eau municipaux et des zones récréatives, notamment les lacs Ray Hubbard (en), North (en), Joe Pool (en), Mountain Creek (en) et White Rock (en). Les terres du comté sont généralement vallonnées. Les deux tiers est du comté et les terres le long de la frontière ouest sont recouverts de sols argileux légèrement acides et argileux avec des terres végétales. Le reste du sol du comté est alcalin et argileux. Le comté a de hautes herbes avec des pacaniers et des chênes, le long des ruisseaux et du mesquite dans les prairies. Bien que le sol riche soit la principale ressource minérale du comté de Dallas, le gravier et le sable sont extraits de la plaine d'inondation du Trinity, le ciment est fabriqué à partir du calcaire tendre local et les briques sont fabriquées à partir de l'argile du comté. Les températures varient d'un maximum moyen de 35 °C, en juillet, à un minimum moyen de 2,2 °C en janvier. Les précipitations moyennes sont de 914,4 mm par an. Les Interstate highways 20, 30, 35E et 635 et les U.S. Routes 67, 75, 80 et 175 traversent le comté, en plus d'autres axes routiers importants, et la région est également desservie par plusieurs lignes ferroviaires, dont celles de l'Union Pacific, la Burlington Northern and Santa Fe Railway et la Kansas City Southern Railway.

## Comtés adjacents
| Comté de Denton  | Comté de Collin |                   |
| Comté de Tarrant | comté de Dallas | Comté de Rockwall |
|                  | Comté d'Ellis   | Comté de Kaufman  |

## Démographie

Pyramide des âges du comté de Dallas (2000).

Lors du recensement de 2010, le comté comptait une population de 2 368 139 habitants. En 2017, la population est estimée à 2 618 148 habitants,.
| Groupes           | Comté de Dallas | Texas | États-Unis |
| ----------------- | --------------- | ----- | ---------- |
| Blancs            | 53,5            | 70,4  | 72,4       |
| Afro-Américains   | 22,3            | 11,9  | 12,6       |
| Autres            | 15,6            | 10,6  | 6,4        |
| Métis             | 2,8             | 2,5   | 2,7        |
| Asiatiques        | 5,0             | 3,8   | 4,8        |
| Amérindiens       | 0,7             | 0,7   | 0,9        |
| Total             | 100             | 100   | 100        |
|                   |                 |       |            |
| Latino-Américains | 38,3            | 37,6  | 16,7       |

Selon l'American Community Survey, pour la période 2011-2015, 58,28 % de la population âgée de plus de 5 ans déclare parler anglais à la maison, alors que 34,44 % déclare parler l’espagnol, 1,19 % le vietnamien, 0,85 % une langue africaine, 0,58 % une langue chinoise et 4,66 % une autre langue.

## Source de la traduction
- (en) Cet article est partiellement ou en totalité issu de l’article de Wikipédia en anglais intitulé « Dallas County, Texas » (voir la liste des auteurs).